# Nahrawan-Kanal

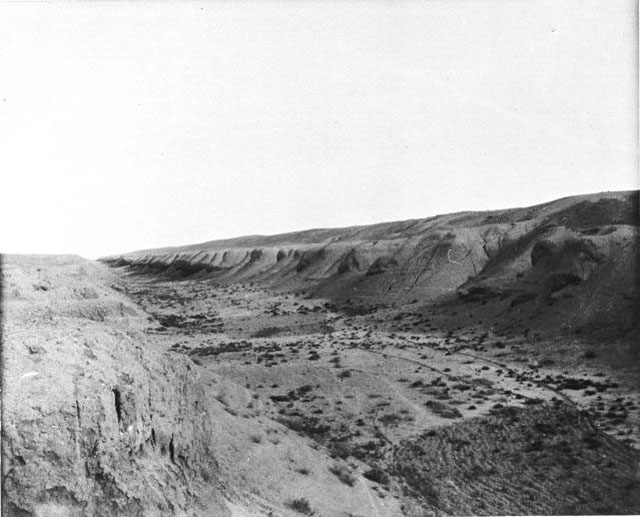
Photographie des Kanals südlich von Samarra von Gertrude Bell, 1909

Der Nahrawan-Kanal (persisch قناة نرهوان) war der größte antike Kanal des Nahen Ostens. Er verlief entlang des Tigris in der Nähe von Ktesiphon.
Der 400 km lange Nahrawan-Kanal stammte aus dem 3. Jahrhundert n. Chr. Seine Breite variierte zwischen 30 m und 122 m. Er reichte vom Tigris nahe Samarra bis zum Diyala. Durch Nimrods Staudamm wurde der Tigris aufgestaut und in den Kanal umgeleitet.
Historische Bedeutung erlangte der Nahrawan-Kanal, als er im Februar 628 den byzantinischen Kaiser Herakleios während der Römisch-Persischen Kriege von der sassanidische Hauptstadt Ktesiphon fernhielt.
Die Charidschiten mit ihrem Anführer ʿAbdallāh ibn Wahb ar-Rāsibī zogen sich zum Nahrawan-Kanal zurück, nachdem sie sich von ʿAlī ibn Abī Tālib getrennt hatten.
Die Forschungsreisende Gertrude Bell († 1926) dokumentierte 1909 das trockengefallene Kanalbett.